# Meranoplus puryi
Meranoplus puryi é uma espécie de formiga do gênero Meranoplus, pertencente à subfamília Myrmicinae.